# رودولف لتینگر
رودولف لتینگر (انگلیسی: Rudolf Lettinger؛ ۲۶ اکتبر ۱۸۶۵ – ۲۱ مارس ۱۹۳۷) هنرپیشه اهل آلمان بود. از فیلم‌هایی که وی در آن نقش داشته است، می‌توان به مطب دکتر کالیگاری، عنکبوت‌ها، هاراکیری، برادران کارامازوف و دفیله اشاره کرد.